# Калогиру, Лукас
Лукас Калогиру (греч. Λούκας Καλογήρου; род. 21 февраля 2002, Никосия) — кипрский футболист, защитник клуба «Эносис».

## Биография

### Клубная карьера
Дебютировал за АПОЭЛ 18 мая 2019 года в матче последнего тура чемпионата Кипра 2018/19 против АЕЛ Лимасол, в котором вышел на замену на 72-й минуте вместо Гиоргоса Меркиса. По итогам сезона АПОЭЛ стал чемпионом страны. В 2020 году перешёл в «Неа Саламина». В сезоне 2020/21 сыграл за команду два матча в высшей лиге, сезон завершился вылетом «Неа Саламины» во второй дивизион. После возвращения в элиту, был отдан в аренду в другой клуб второго дивизиона «Этникос» (Ахна). В 2023 году перешёл в «Эносис».

### Карьера в сборной
В 2018 году дебютировал за сборную Кипра до 17 лет. В октябре 2023 года был вызван в молодёжную сборную Кипра на отборочные матчи чемпионата Европы 2025. Вышел на поле в игре с Францией, которая завершилась поражением 9:0.

## Достижения
АПОЭЛ
- Чемпион Кипра: 2018/2019